# Stary Dębostrów
Stary Dębostrów (niem. Alt Demuster) – część wsi Dębostrów w Polsce, położona w województwie zachodniopomorskim, w powiecie polickim, w gminie Police.
W latach 1989–1998 Stary Dębostrów należał do województwa szczecińskiego.